# ماري كار
ماري كار (بالإنجليزية: Mary Carr)‏ هي ممثلة أمريكية، ولدت في 14 مارس 1874 في الولايات المتحدة، وتوفيت بنفس المكان في 24 يونيو 1973.

## أعمال

### أفلام
- (1932) حزم مشاكلك
- (1956) إقناع ودي

## وصلات خارجية
- ماري كار على موقع IMDb (الإنجليزية)
- ماري كار على موقع ألو سيني (الفرنسية)
- ماري كار على موقع أول موفي (الإنجليزية)
- ماري كار على موقع قاعدة بيانات الأفلام السويدية (السويدية)
- ماري كار على موقع قاعدة بيانات الفيلم (الإنجليزية)
- ماري كار على موقع كينوبويسك (الروسية)